# Bessarabske
Bessarabske (en ucraniano: Бессарабське) es un pueblo ucraniano perteneciente al óblast de Odesa. Situado en el suroeste del país, es parte del raión de Bolgrado y del municipio (hromada) homónimo.

## Toponimia
Hasta 2024, el nombre oficial del asentamiento fue Tarútine (en ucraniano: Тарутине; en ruso: Тарутино; en búlgaro: Тарутино; en rumano: Tarutino/Ancecrac; en alemán: Tarutino). 

## Geografía
Tarútine está atravesado por el río Kogilnik, 7 km al este de la frontera con Moldavia. Tarútine está dentro de la región histórica de Budyak, en la parte meridional de Besarabia.

## Historia
El lugar se encontraba en el territorio del principado de Moldavia, que fue un estado vasallo del Imperio otomano. Con el tratado de Bucarest de 1812, junto al resto de Budyak, al Imperio ruso. En un manifiesto de 1813, el zar Alejandro I convocó a los colonos alemanes a colonizar las estepas recién conquistadas en la gobernación de Nueva Rusia. En 1814, emigrantes alemanes fundaron aquí Tarútino. 
Tarutino fue fundada en 1814 por inmigrantes alemanes como un pueblo, la primera colonia alemana en Besarabia. Los inmigrantes establecidos aquí provenían principalmente de la región del norte de Alemania. Entre ellos se encontraban unas 500 personas de Prusia, 250 de Polonia prusiana y el 90 de Mecklemburgo. Sólo cerca de 70 eran de Wurtemberg. Por lo tanto, se hablaba en el pueblo alemán, habitado por los que luego fueron conocido como alemanes de Besarabia. Al elegir una ubicación, la fuente de agua fue crucial para su establecimineto. Originalmente, el lugar fue llamado por instancias de la autoridad competente de colonización como "Elisabeth", más tarde renombrado a Tarútino, en honor a la batalla victoriosa de los rusos contra Napoleón durante la invasión napoleónica de Rusia de 1812 que sucedió en el pueblo de Tarútino de la gobernación de Kaluga.
La localidad pertenecía al Imperio ruso hasta 1918, pero luego pasó al reino de Rumanía con el final de la Primera Guerra Mundial.
En 1940 fue tomada por soviéticos como parte de las cláusulas del pacto Ribbentrop-Mólotov. En virtud a este pacto, los alemanes locales fueron trasladados a la Alemania nazi, siguiendo la política Heim ins Reich. En su lugar, 800 familias de inmigrantes ucranianos del óblast de Vínnitsa (concretamente, del pueblo de Malaya Rusava) llegaron. Durante la Segunda Guerra Mundial, entre 1941 a 1944 fue ocupada por el reino de Rumania. En estos años, la comunidad judía fue deportada por el reino de Rumania a Transnistria donde la mayoría pereció por asesinato o privación.
Después de la guerra, Tarútine se incorporó a la RSS de Ucrania. En 1944, fue el turno de la deportación de los hablantes de rumano, esta vez al Kazajistán soviético. En 1945, Tarútine estaba despoblado y en ruinas, siendo repoblado principalmente por rusos y unida al óblast de Akkerman-Izmail que se incluye en 1954 en el óblast de Odesa.
Tarútine fue el centro del raión de Tarútine hasta 2020, año en el que se hizo una reforma administrativa que redujo el número de raiónes del óblast de Odesa a siete, y el asentamiento pasó a ser parte del raión de Bolgrado.En 2023, Tarútine perdió el estatus de asentamiento de tipo urbano debido a la eliminación de este estatus administrativo.
En 2023, el grupo de trabajo de la Comisión Nacional de Estándares Lingüísticos Estatales incluyó a Tarútine en la lista de asentamientos en Ucrania que pueden renombrarse como parte de las campañas de descomunización y la derusificación en Ucrania. El nombre elegido fue Bessarabske, en honor a la región histórica de Besarabia, aprobado en la Rada Suprema el 19 de septiembre de 2024.

## Demografía
La evolución de la población de Bessarabske entre 1904 y 2022 fue la siguiente:
| 4270                                                          | 3249 | 4360 | 5972 | 6351 | 6219 | 6055 | 6114 | 5986 | 5866 | 5692 |
| (Fuente: Cities & Towns of Ukraine y UKRAINE: Größere Städte) |      |      |      |      |      |      |      |      |      |      |

Según el censo de 2001, la lengua materna de la mayoría de los habitantes, el 54,14%, es el ruso; del 26,76%, el búlgaro; del 14,29% es el ucraniano; el rumano del 3,05%; y del gagaúzo, 1,53%. Según el censo rumano de 1930, en Tarútine ese año los alemanes de Besarabia representaban el 60,3% de los habitantes, los judíos el 26,7%; los rusos, el 8,6%; los búlgaros, el 2,6%; y los rumanos, el 1,7%. 

## Personas ilustres
- Lucian Pintilie (1933-2018): director de cine y guionista rumano.